# Fürstentum Aschaffenburg

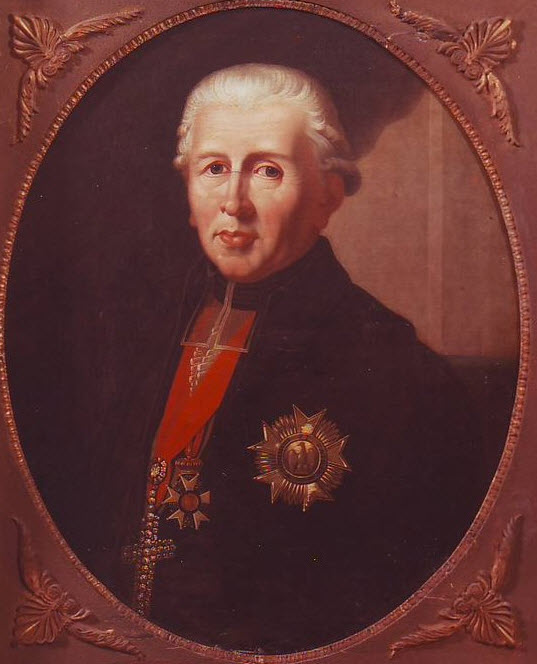
Carl Theodor von Dalberg

Das Fürstentum Aschaffenburg entstand 1803 mit dem Reichsdeputationshauptschluss aus den verbliebenen rechtsrheinischen Gebieten des Mainzer Kurstaates und wurde ein souveräner Staat innerhalb des Rheinbundes, der von 1806 bis 1813/14 existierte und unter der Herrschaft Karl Theodor von Dalbergs stand. Es wurde 1810 Teil des kurzlebigen Großherzogtums Frankfurt.

Wappen des Fürstprimas Karl Theodor von Dalberg als Fürst von Aschaffenburg, Fürst zu Regensburg und Graf zu Wetzlar

## Geschichte
Das Gebiet um Aschaffenburg war vor 1803 ein Territorium des Oberen Erzstiftes. Im Jahre 1803 wurde das Erzstift mit dem Reichsdeputationshauptschluss aufgelöst und das Fürstentum Aschaffenburg aus dem Viztumamt Aschaffenburg sowie den Oberämtern Klingenberg, Orb und Lohr als Kurfürstentum mit einer Fläche von etwa 1700 Quadratkilometern gebildet, das unter der Herrschaft des Reichserzkanzlers Karl Theodor von Dalberg stand. Dalberg, der auch Erzbischof von Regensburg wurde, regierte neben dem Fürstentum Aschaffenburg auch das Fürstentum Regensburg und die ehemalige Reichsstadt Regensburg sowie die Grafschaft Wetzlar (ehemalige Reichsstadt und Sitz des Reichskammergerichts). Dem Territorium wurde mit der Gründung des Rheinbunds, dessen Fürstprimas Dalberg wurde, 1806 die Reichsstadt Frankfurt einverleibt. Dalberg ließ in Aschaffenburg unter anderem eine Kunstgewerbeschule (1807), eine Universität (1808) und 1811 auch ein Theater im ehemaligen Deutschen Haus (Kommende Aschaffenburg) errichten.
1810 übergab Napoleon Regensburg an Bayern, im Gegenzug bekam Dalberg die Fürstentümer Hanau und Fulda hinzu. Gleichzeitig wurde das gesamte Territorium Dalbergs zum Großherzogtum Frankfurt vereinigt, welches in die vier Departements Aschaffenburg, Frankfurt, Fulda und Hanau geteilt war. Die Fläche des Großherzogtums betrug 5160 Quadratkilometer, die Einwohnerzahl belief sich auf etwa 300.000. Die Residenz blieb weiterhin Aschaffenburg. Am 16. August 1810 wurde eine am französischen Vorbild orientierte Verfassung erlassen, 1811 der Code civil eingeführt. Dalberg war ein fortschrittlicher Herrscher, der in seiner kurzen Regierungszeit unter anderem die Leibeigenschaft und Frondienste abschaffte, das Schul- und Bildungssystem reformierte und ein Dekret zur Judenemanzipation erließ. Seine politische Macht war jedoch durch die französische Vormachtstellung begrenzt. Dalberg verließ das Großherzogtum am 30. September 1813 und dankte am 28. Oktober zugunsten von Napoleons Stiefsohn Eugène de Beauharnais ab. Nach der Völkerschlacht bei Leipzig zerfiel das Großherzogtum Frankfurt: Das Gebiet des ehemaligen Departements Aschaffenburg wurde letztendlich im Jahre 1814 ein Teil des Königreichs Bayern. Die Unterpräfektur Wetzlar fiel an Preußen, das Departement Hanau sowie weitgehend das Departement Fulda kamen an Kurhessen (Hessen-Kassel), während die Freie Stadt Frankfurt ihre Souveränität auf dem Wiener Kongress 1815 zurückerhielt.